# Eburodacrys amazonica
Eburodacrys amazonica es una especie de escarabajo longicornio del género Eburodacrys, tribu Eburiini, subfamilia Cerambycinae. Fue descrita científicamente por Melzer en 1927.

## Descripción
Mide 19,6-33,2 milímetros de longitud.

## Distribución
Se distribuye por Brasil.